# Aéroport de Chevery
L'aéroport de Chevery est un aéroport situé au Québec, au Canada. Il est desservi par la compagnie Air Liaison.